# Kameroense parlementsverkiezingen (1983)
| Stemverhoudingen in % |
| --------------------- |
|                       |

De Kameroense parlementsverkiezingen van 1983 vonden op 29 mei plaats. De verkiezingen vonden plaats op basis van een eenpartijstelsel en de enige toegestane partij, de Union nationale camerounaise (UNC), won alle 120 zetels. De opkomst was 99,19%.

## Nationale Vergadering
| Partij                          | Partij                          | Zetels    | %     |
| ------------------------------- | ------------------------------- | --------- | ----- |
|                                 | Union nationale camerounaise    | 120       | 100   |
| Totaal                          | Totaal                          | 120       | 100   |
| Geregistreerde kiezers/ opkomst | Geregistreerde kiezers/ opkomst | 3.657.995 | 99,20 |
| Bron: Nohlen, AED               |                                 |           |       |

Presidentsverkiezingen: 1965 · 1970 · 1975 · 1980 · 1984 · 1988 · 1992 · 1997 · 2004 · 2011 · 2018 · 2025

Parlementsverkiezingen: 1964 · 1973 · 1978 · 1983 · 1988 · 1992 · 1997 · 2002 · 2007 · 2013 · 2020

Referenda: 1972